# Андреасен, Анка Сунде
А́нка Су́нде Андре́асен (норв. Anka Sunde Andreasen) — норвежская кёрлингистка.
В составе женской сборной Норвегии участница чемпионата мира 1984 (заняли четвёртое место).
Играла в основном на позиции первого.

## Команды
| Сезон   | Четвёртый     | Третий           | Второй         | Первый               | Турниры           |
| ------- | ------------- | ---------------- | -------------- | -------------------- | ----------------- |
| 1983—84 | Эллен Гитмарк | Ингвилль Гитмарк | Хейди Трондсен | Анка Сунде Андреасен | ЧМ 1984 (4 место) |

(скипы выделены полужирным шрифтом)